# Antoni Pascual i Carretero

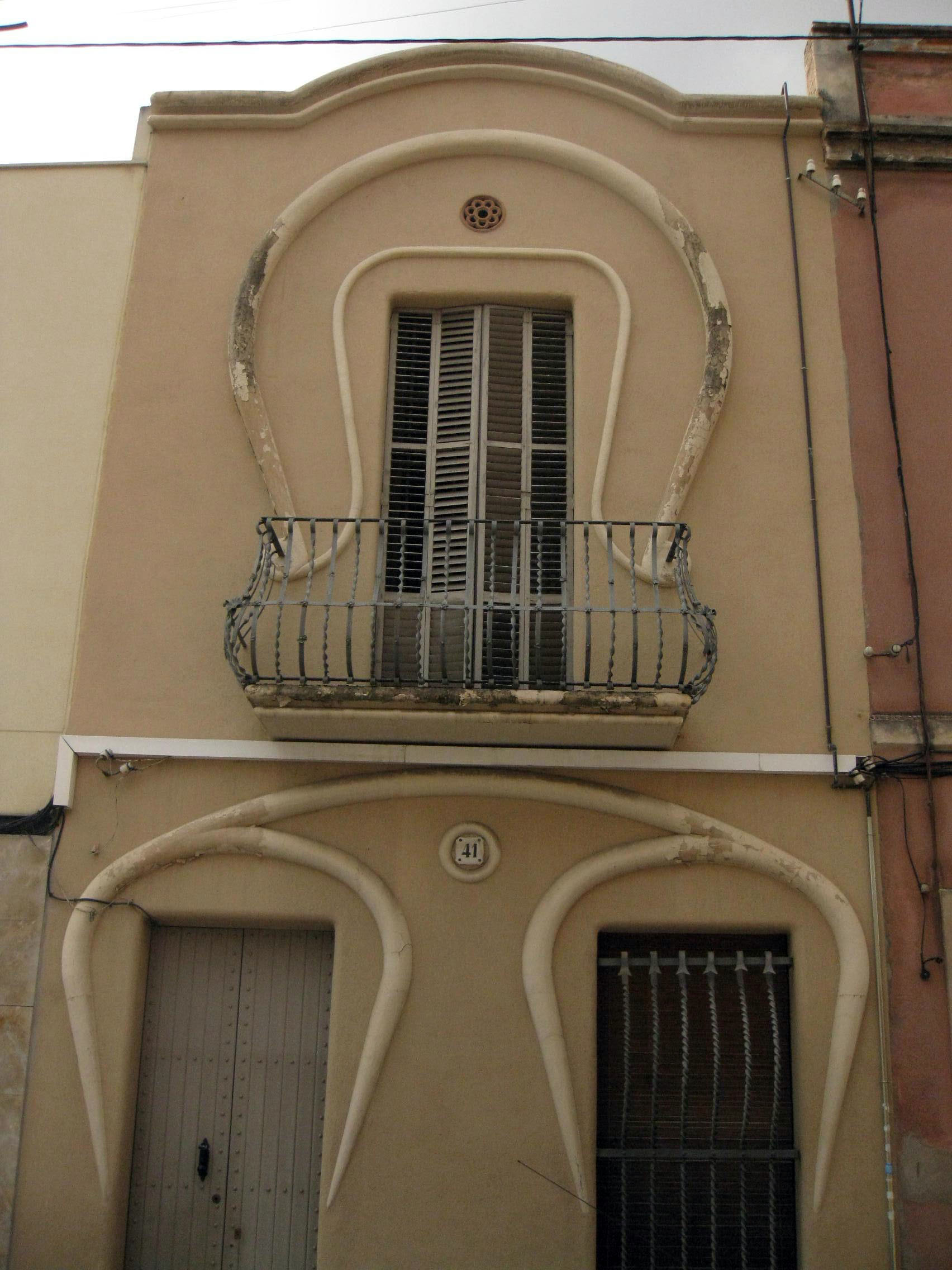
Casa Salvador Carreras, a Terrassa, una de les obres destacades d'Antoni Pascual i Carretero

Antoni Pascual i Carretero (Terrassa, 1863 - Sant Boi de Llobregat, 7 d'octubre de 1929) va ser un arquitecte català.
És considerat com el primer arquitecte municipal de Sant Boi de Llobregat. L'any 1905, quan la ciutat va tindre un considerable augment demogràfic, va dur a terme la redacció del projecte i dels plànols d'una primera fase de regulació urbanística de la ciutat, el denominat Pla Pascual, vigent durant cinc dècades. Posteriorment fou també l'arquitecte municipal de la veïna ciutat del Prat de Llobregat, on hi dissenya el Centre Artesà en 1919.
Els seus treballs també es van desplegar a la ciutat natal, amb edificis com la casa Salvador Carreras, el remat de la Casa de la Vila (projecte de Lluís Muncunill) o el Mercat de la Independència. Aquest darrer, que no va arribar a culminar, va ser un dels seus grans treballs: d'estil modernista, l'immoble conserva l'estructura metàl·lica més gran de Terrassa, composta per cinquanta columnes de ferro forjat.
Antoni Pascual era també violinista, tot aplegant a ser un integrant de l'orquestra del Gran Teatre del Liceu de Barcelona.

## Obres destacades
- Mercat de la Independència, Terrassa (1903-1908)
- Casa Salvador Carreras, Terrassa (1904)
- Casa Vicenç Carner, Terrassa (1904)
- Casa Lluís Salvans i Armengol, Terrassa (1904)
- Cambra Agrària, Sant Boi de Llobregat (1911)
- Centre Artesà, el Prat de Llobregat (1919)
- Edifici carrer Casanova 167, xamfrà amb carrer París, Barcelona (1929)
- Chile Cinema, Passeig de Sant Joan, cantonada Rosselló, Barcelona (1929)